# Spiegelogie
Spiegelogie is een concept ontwikkeld door de Nederlandse verhalenverteller en schrijver Willem de Ridder. In 1999 verscheen zijn Handboek Spiegelogie, een 'persoonlijk getinte inleiding in de spelregels voor een oneindig liefdevol en veilig universum' met als sub-titel 'Wees je eigen fan!' Het richt zich op zelfreflectie en persoonlijke groei door introspectie en bewustwording van gedachten en gedrag.

## Methode
Het centrale idee van Spiegelogie is dat individuen zichzelf kunnen verbeteren door hun gedachten en gedragingen te observeren, alsof ze in een spiegel kijken. Volgens De Ridder zijn mensen al goed genoeg zoals ze zijn, zonder dat externe zaken hun waarde bepalen. Hij stelt dat 'het universum altijd steun biedt', ongeacht of men zich daar bewust van is of niet. Het handboek bevat oefeningen die zijn ontworpen om mensen te helpen meer in het moment te leven en hun gevoelens beter te begrijpen. Deze oefeningen benadrukken voelen boven denken en moedigen aan om in het hier en nu te blijven.
Willem de Ridder stimuleerde het oprichten van 'Spiegelogie-fanclubs', gemeenschappen waarin mensen samenkomen om hun ervaringen en inzichten te delen en elkaar te ondersteunen in hun persoonlijke groei.

## Kritiek
Psychologen zetten vraagtekens bij de wetenschappelijke onderbouwing van de methoden die De Ridder promoot. Er wordt gesuggereerd dat de technieken te simplistisch zijn en niet voldoende rekening houden met complexe psychologische problemen. Bovendien zijn er zorgen over het feit dat het idee dat 'het universum altijd steun biedt' mensen een onrealistisch beeld kan geven van controle over hun leven en omstandigheden.